# Поставки электроэнергии в Финляндию
Дешёвые и стабильные поставки электроэнергии в Финляндию — проект по продаже электрической энергии, вырабатываемой ЛАЭС в Финляндию. 
Проект осуществлялся ПАО «ФСК ЕЭС» и предполагал трансфер средней мощности около 1000 мегаватт. В 2021 г. эти параметры были практически достигнуты, средняя передаваемая мощность составила 932 МВт. С начала 1960-х годов  и до мая 2022 г. Финляндия являлась основным импортёром электроэнергии из России среди государств — членов Европейского сообщества.

## Общие сведения
30 сентября 1960 года было подписано соглашение о поставке из СССР в Финляндию с января 1961 года ежегодно 200 млн кВт⋅ч электроэнергии.
Первая очередь проекта была реализована в СССР. При рассмотрении технической стороны проекта было решено, что синхронизация энергосистем СССР и Финляндии будет слишком дорогим проектом, поэтому между этими системами недалеко от Выборга была построена вставка постоянного тока. Она была пущена в эксплуатацию в декабре 1981 года, её мощность составила 355 МВт. Периодически проводились реконструкции объекта, современная мощность вставки составляет 1420 МВт.
Ввод в январе 2001 года 4 блока Выборгского преобразовательного комплекса позволил резко увеличить экспорт электроэнергии в Финляндию. В составе комплекса работали 3 преобразовательных блока, каждый мощностью 355 МВт, введённые, соответственно, в 1981, 1982 и 1984 годах. Объём экспорта энергии через вставку постоянного тока в Выборге в 1999 году составил 4,8 млрд кВт⋅ч, переток мощности в Финляндию — 865 МВт. Согласно двум контрактам между российским «Технопромэкспортом» и финской Imatran Voima, на экспорт в Финляндию поставлялось 4,5 кВт.
Как определено Правительством Российской Федерации, валютная выручка от экспорта электроэнергии в Финляндию по контракту ФГУП «ВО «Технопромэкспорт» используется для покрытия валютных затрат строительства первой очереди Северо-Западной ТЭЦ в Санкт-Петербурге.
Современный проект предполагает целевой трансфер энергии с ЛАЭС в сторону Финляндии. Сейчас транзит осуществляется через подстанцию Восточная — центральный узел энергосистемы Северо-Запада России. Существует мнение, которое связывает энергоаварию 2010 года с перегрузкой линий подстанции, которая привела к полному исчерпанию пропускной способности линий 360 кВ.
В 2010 году было объявлено, что поставки электроэнергии будут проводиться с ЛАЭС в обход Санкт-Петербурга.

## Советские поставки электроэнергии в Финляндию
Большое значение в 1970-е годы придавалось сотрудничеству в области энергетики, для чего Советский Союз и Финляндия заключили соглашение о сотрудничестве в области энергетики и в области использования атомной энергии в мирных целях, в соответствии с которым СССР осуществлял поставки электроэнергии в Финляндию и в северные районы Норвегии.
СССР осуществлял экспорт электроэнергии в Финляндию ещё в 1971—1975 гг. (около 500 млн кВт⋅ч в год). В соответствии с советско-финляндским соглашением о сотрудничестве в области энергетики планировалось что в 1976—1985 гг. поставки электроэнергии в Финляндию значительно возрастут и в 1980—1989 гг. будут составлять 4 млрд кВт⋅ч в год.
Между Финляндией и Советским Союзом эксплуатировалась линия электропередачи 110 кВ ГЭС Иматра (Финляндия) — ГЭС-11 Ленэнерго, по которой Финляндия импортировала электроэнергию из СССР в количестве до 600 млн кВт⋅ч в год.
Общий советский экспорт в Финляндию в 1986 году равнялся 1594,6 млн руб., в том числе топливо и электроэнергия — 72,4% (1154,7 млн руб.).
В 1988 году планировалось значительно увеличить поставки электроэнергии, на повестке дня стоял вопрос совместного строительства новой атомной электростанции в Финляндии.

## Российский экспорт электроэнергии в Финляндию
Российский экспорт электроэнергии в 1991 году составил 5,1 млрд.  кВт⋅ч, в том числе в Финляндию — 5,0 млрд и Монголию — 0,1 млрд  кВт⋅ч против плановых заданий соответственно 4,7 и 0,3 млрд.
До мая 2022 года экспорт в Финляндию осуществлялся на основании Договора о поставках, который был подписан 15 декабря 1999 года. Сумма контракта составила 185 млн евро.
Зимой 2005–2006 гг. в период пикового энергопотребления РАО «ЕЭС России» было вынуждено ограничить экспорт электроэнергии в Финляндию, поскольку действующие мощности не удовлетворяли собственных потребностей.

## Система оплаты
Электроэнергия, которая экспортируется из России в Финляндию, проходит через механизм торговой системы NordPool. Для обеспечения данного процесса была создана компания «РАО Нордик» со штаб-квартирой в Хельсинки.

## Перспективы
В Генеральной схеме размещения объектов электроэнергетики до 2020 года, одобренной распоряжением Правительства Российской Федерации от 22 февраля 2008 года № 215-р, предусмотрено дальнейшее увеличение экспорта электрической энергии в Финляндию в период 2016—2020 годов при сооружении на площадке подстанции Княжегубская напряжением 330 кВ вставки постоянного тока (ВПТ) мощностью 500 МВт и линии электропередачи от вставки постоянного тока до Пирттикоски (Финляндия) напряжением 400 кВ и протяженностью 175 км до государственной границы.
Это обеспечит возможность передачи электрической энергии и мощности в Финляндию в объёме 3 млрд кВт⋅ч и 500 МВт, а также обмена электрической энергией и мощностью между Кольской энергосистемой и энергосистемой Финляндии, что повысит надёжность работы протяжённого транзита Колэнерго — Карелэнерго — Ленэнерго. После 2020 года может рассматриваться перспектива установки второй вставки постоянного тока мощностью 500 МВт, подвески второй цепи на линии электропередачи напряжением 400 кВ. При этом возможность передачи мощности в энергосистему Финляндии возрастёт до 1 ГВт, а передачи электрической энергии — до 6 млрд кВт⋅ч.
В апреле 2013 года газета РБК daily опубликовала статью «Россия начнет импорт энергии Финляндии», в которой обсуждался неожиданный поворот темы. Оказалось, что России из-за сильного падения цен на Nord Pool выгоднее не экспортировать электроэнергию в Финляндию, а, наоборот, импортировать. «Объём импорта будет небольшим, но с учётом роста стоимости электроэнергии в России в будущем он может значительно вырасти», — сообщала газета.
В мае 2014 года было заявлено, что завершены все необходимые технические работы по подготовке оборудования для импорт электроэнергии из Финляндии. Во время ПМЭФ-2014 глава компании ФСК (отвечающая за техническую сторону вопроса) Андрей Муров назвал дату - июнь 2014 года - как вероятную дату запуска реверса электроэнергии из Финляндии.

## Интересные исторические факты
В 1916 и начале 1917, в связи с топливным кризисом в Петрограде был поставлен вопрос о снабжении Петрограда электроэнергией из Финляндии (водопад Иматра на р. Вуоксе), но после Февральской революции вопрос об использовании Иматры настолько усложнился, что Временное правительство решило воспользоваться энергией Волхова.